# 大城街道
大城街道，是中华人民共和国甘肃省天水市秦州区下辖的一个乡镇级行政单位。

## 行政区划
大城街道下辖以下地区：
进步巷社区、光明巷社区、奋斗巷社区、共和巷社区、罗玉新村社区和向阳社区。